# MLS Golden Boot
MLS Golden Boot (podle sponzora Audi Golden Boot) je každoroční ocenění v Major League Soccer udělované nejlepšímu střelci základní části. V letech 1996–2004 byla cena udělována podle bodů (gól = 2 body, asistence = 1 bod), od roku 2005 se uděluje čistě za góly. V případě rovnosti rozhoduje počet asistencí, případně nižší počet odehraných minut.

## 1996–2004
| Sezona | Hráč                     | Klub                              | Body |
| ------ | ------------------------ | --------------------------------- | ---- |
| 1996   | Roy Lassiter             | Tampa Bay Mutiny                  | 58   |
| 1997   | Preki                    | Kansas City Wizards               | 41   |
| 1998   | Stern John               | Columbus Crew                     | 57   |
| 1999   | Jason Kreis              | Dallas Burn                       | 51   |
| 2000   | Mamadou Diallo           | Tampa Bay Mutiny                  | 56   |
| 2001   | Alex Pineda Chacón       | Miami Fusion                      | 47   |
| 2002   | Taylor Twellman          | New England Revolution            | 52   |
| 2003   | Preki (2)                | Kansas City Wizards               | 41   |
| 2004   | Amado Guevara Pat Noonan | MetroStars New England Revolution | 30   |

## 2005–
| Sezona | Hráč                        | Klub                   | Góly |
| ------ | --------------------------- | ---------------------- | ---- |
| 2005   | Taylor Twellman (2)         | New England Revolution | 17   |
| 2006   | Jeff Cunningham             | Real Salt Lake         | 16   |
| 2007   | Luciano Emílio              | D.C. United            | 20   |
| 2008   | Landon Donovan              | Los Angeles Galaxy     | 20   |
| 2009   | Jeff Cunningham (2)         | FC Dallas              | 17   |
| 2010   | Chris Wondolowski           | San Jose Earthquakes   | 18   |
| 2011   | Dwayne De Rosario           | D.C. United            | 16   |
| 2012   | Chris Wondolowski (2)       | San Jose Earthquakes   | 27   |
| 2013   | Camilo Sanvezzo             | Vancouver Whitecaps FC | 22   |
| 2014   | Bradley Wright-Phillips     | New York Red Bulls     | 27   |
| 2015   | Sebastian Giovinco          | Toronto FC             | 22   |
| 2016   | Bradley Wright-Phillips (2) | New York Red Bulls     | 24   |
| 2017   | Nemanja Nikolić             | Chicago Fire           | 24   |
| 2018   | Josef Martínez              | Atlanta United FC      | 31   |
| 2019   | Carlos Vela                 | Los Angeles FC         | 34   |